# Seyssuel
Seyssuel település Franciaországban, Isère megyében. Lakosainak száma 2168 fő (2022. január 1.). Seyssuel Communay, Chasse-sur-Rhône, Chuzelles, Saint-Romain-en-Gal, Vienne és Loire-sur-Rhône községekkel határos.

## Népesség
A település népessége az elmúlt években az alábbi módon változott:
| Lakosok száma | 801  | 1345 | 1696 | 1951 | 2024 | 1989 | 2003 | 2049 | 2063 | 2168 |
|               | 1968 | 1982 | 1990 | 2006 | 2013 | 2015 | 2017 | 2019 | 2020 | 2022 |